# Lodovico Pavoni
Lodovico Pavoni, F.M.I. (11. září 1784, Brescia – 1. dubna 1849, tamtéž) byl italský římskokatolický kněz, zakladatel a člen kongregace Synů Neposkvrněné Panny Marie. Katolická církev jej uctívá jako světce.

## Život

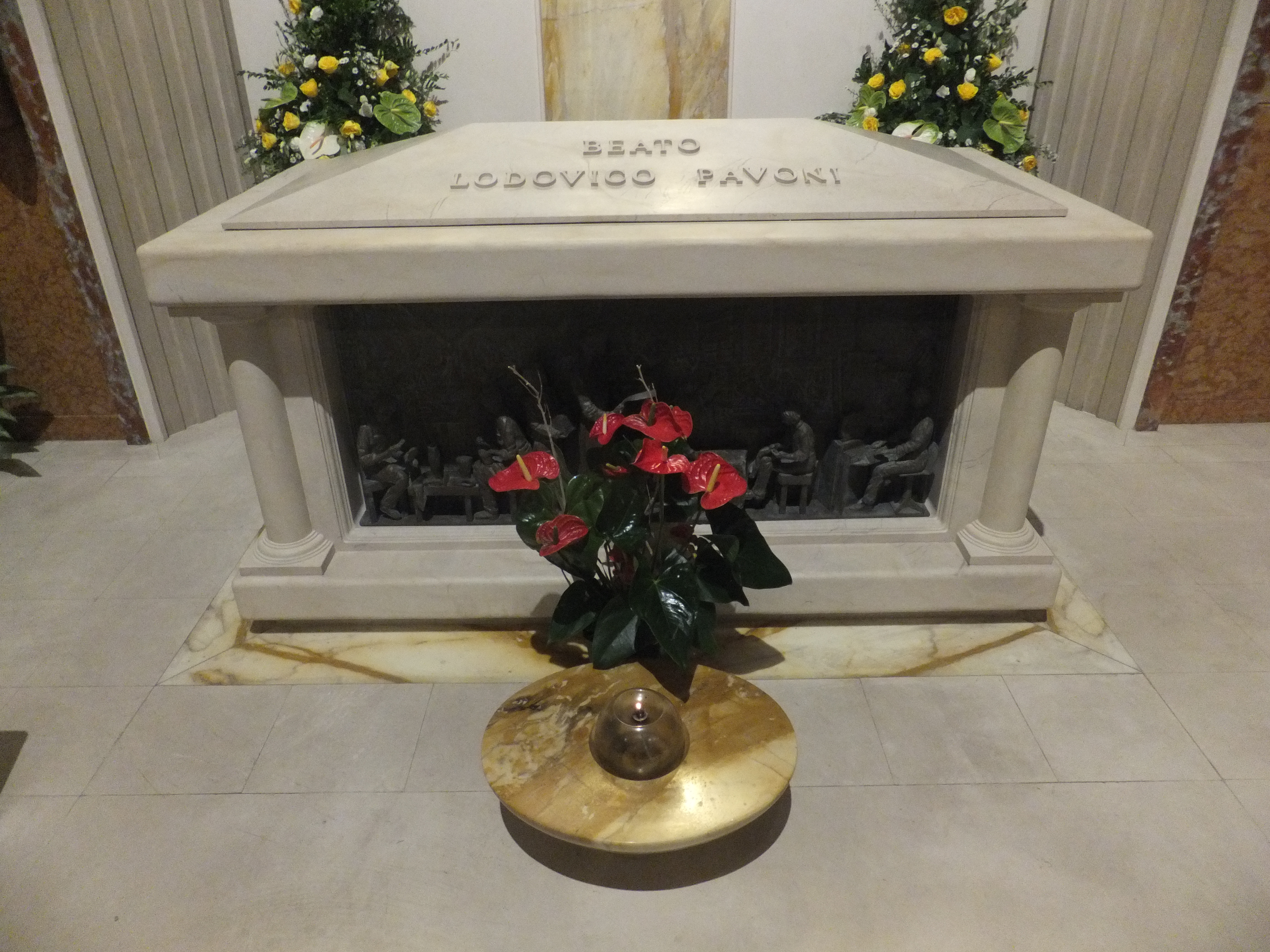
Hrobka sv. Lodovica Pavoliniho v Bresciaii

Narodil se dne 11. září 1794 v italském městě Brescia jako první z pěti dětí rodičům Alessandru Pavonimu a Lelii Poncarali. Rozhodl se stát knězem a nastoupil na kněžský seminář.

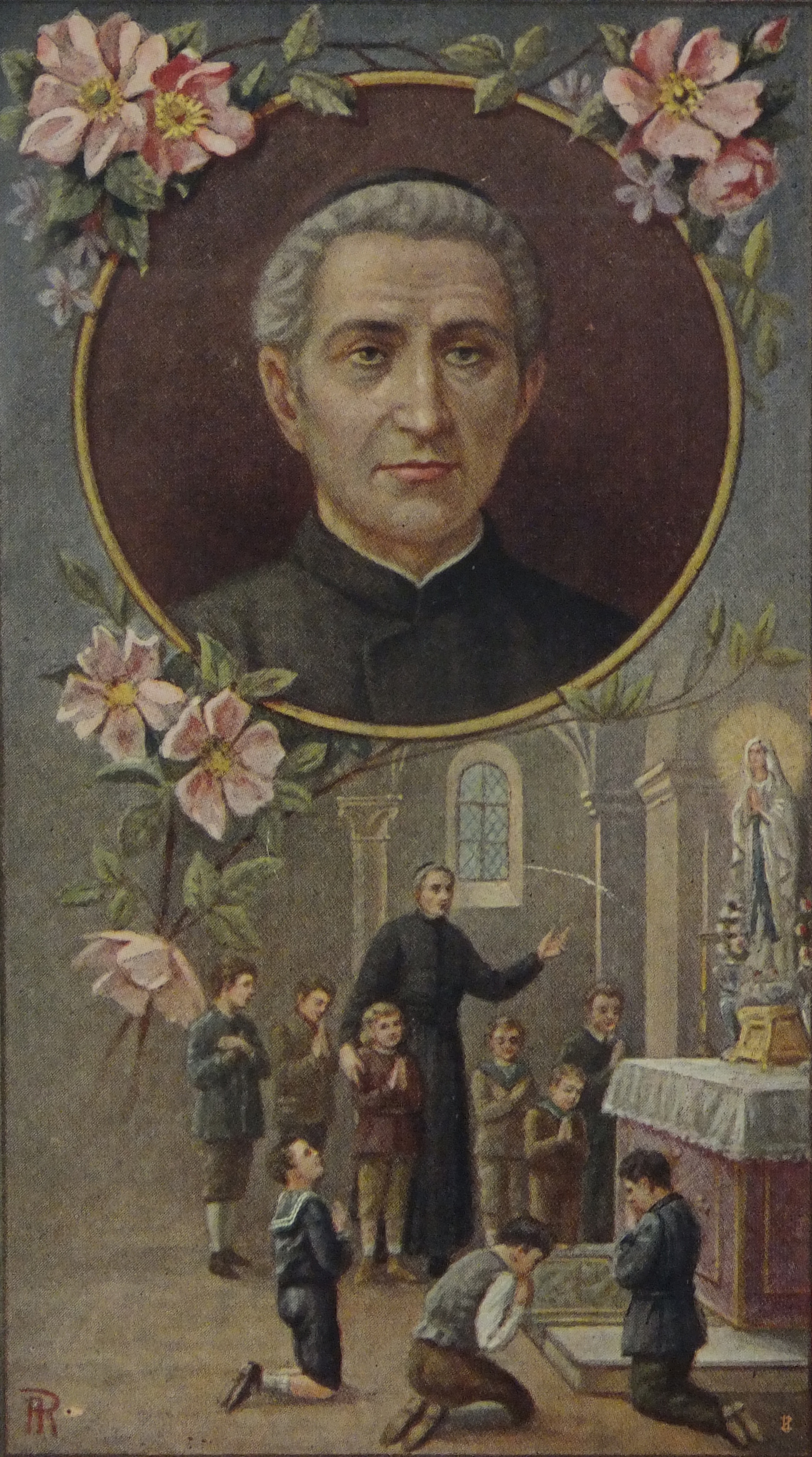
Ilustrace

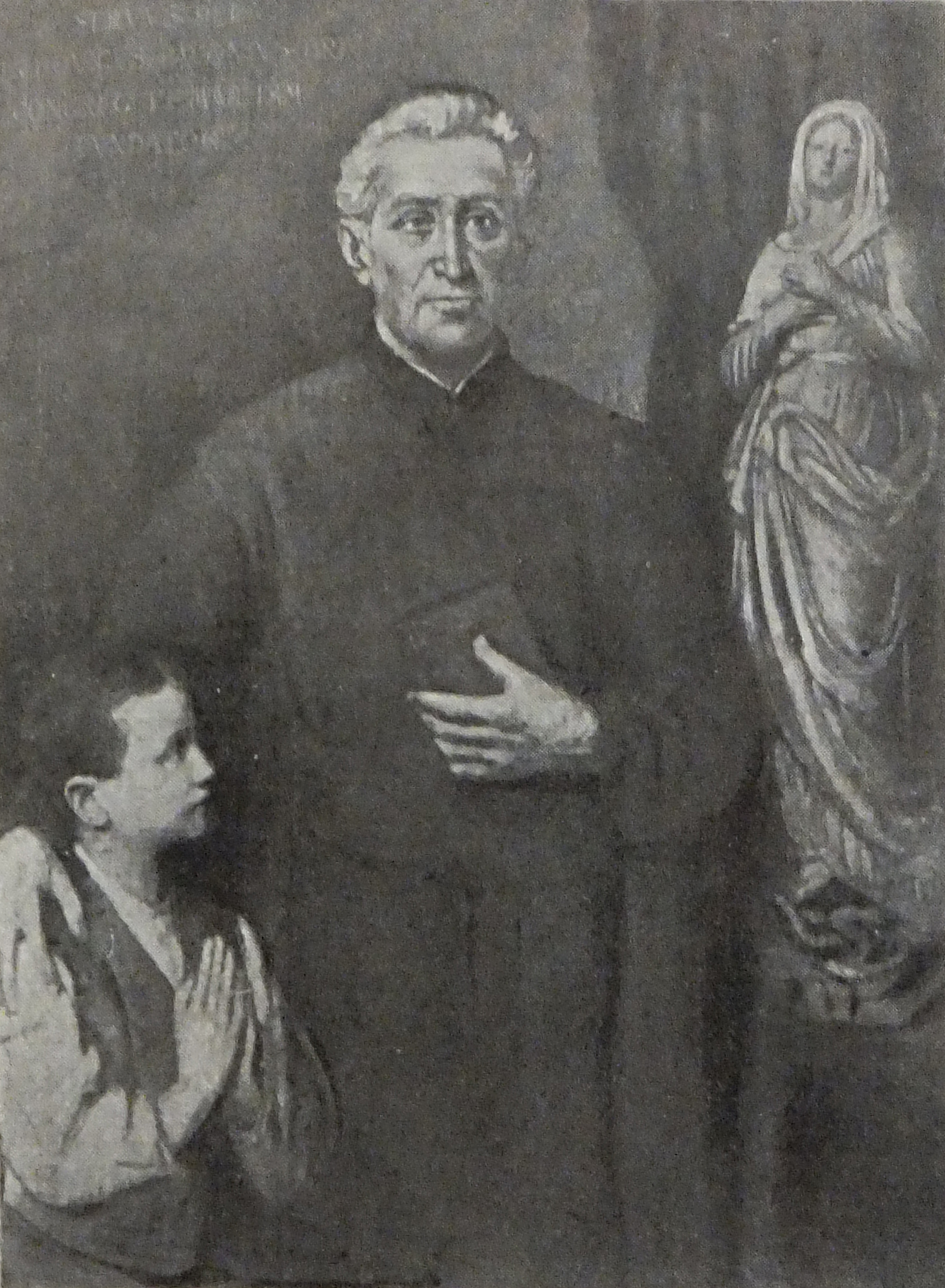
Vyobrazení

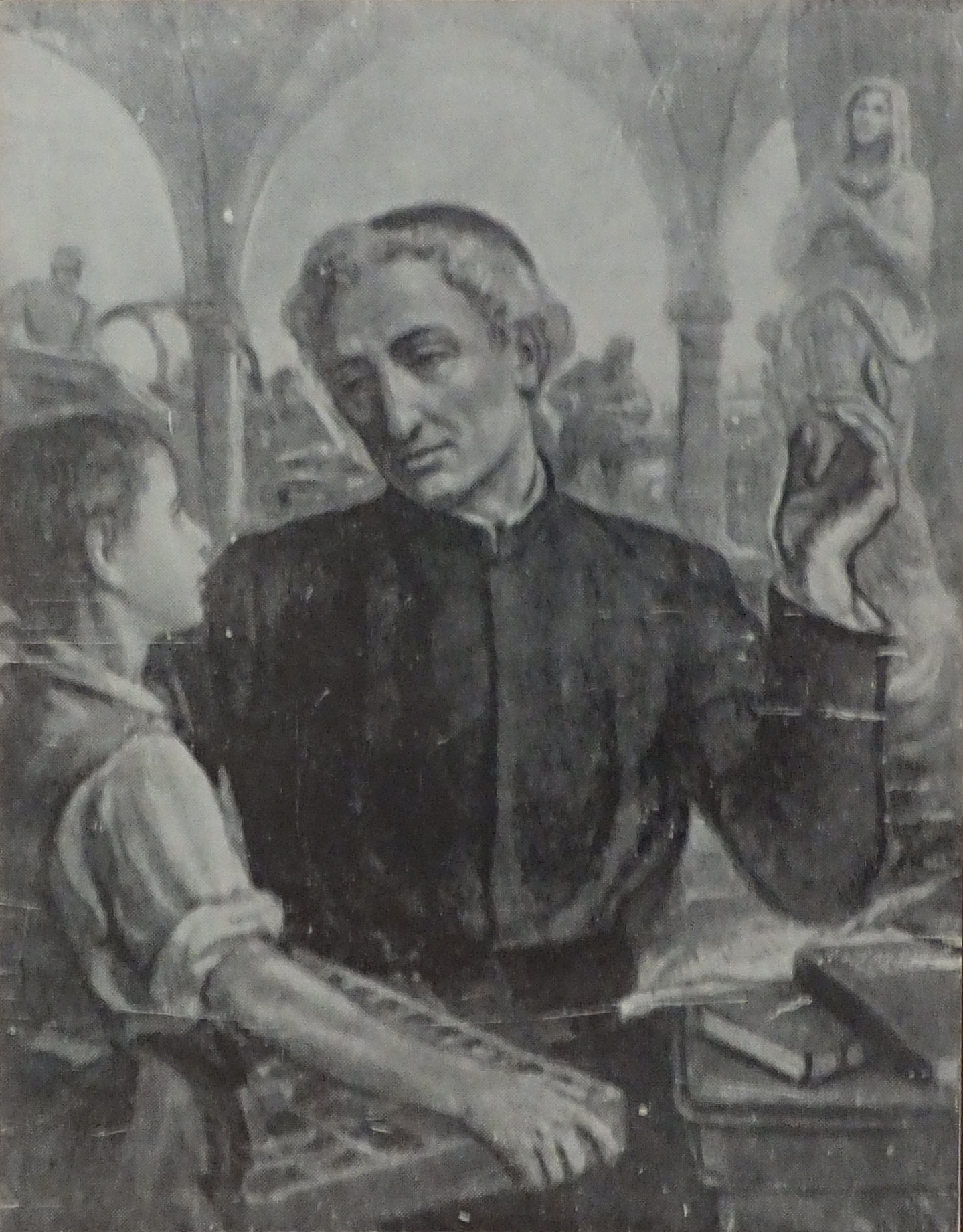
Zobrazení

Po jeho dokončení byl roku 1807 v Brescii vysvěcen na kněze. Stal se asistentem biskupa Gabria Maria Navy a mezi lety 1812–1818 byl rektorem kostela, zasvěceného sv. Barnabášovi.
Roku 1818 získal povolení k založení sirotčince a školy při něm. Škola byla později pojmenována po sv. Barnabášovi a roku 1823 při ní vzniklo i nakladatelství stejného jména. Založil také sociální centrum, které bylo určeno k ubytování, vyučení a začlenění sociálně slabých mužů. Podobné centrum založil i pro mládež a hluchoněmé.
Dne 11. srpna 1847 založil mužskou řeholní kongregaci s názvem Synové Neposkvrněné Panny Marie. Dne 8. prosince 1847 pak se svými společníky vstoupil do kongregace složením řeholních slibů. Dne 3. června 1844 obdržel od rakouského císaře Ferdinanda I. Řád železné koruny.
Jím založená kongregace pomáhala během epidemie cholery roku 1836, nebo během krátkého válečného konfliktu mezi Brescií a Rakouskem roku 1849.
Zemřel dne 1. dubna 1849 ráno v Brescii. V Brescii je také pohřben. Jeho životem se inspirovali např. sv. Jan Bosco, nebo sv. Leonardo Murialdo.

## Úcta
Jeho beatifikační proces započal dne 12. března 1919, čímž obdržel titul služebník Boží. Dne 5. června 1947 jej papež Pius XII. podepsáním dekretu o jeho hrdinských ctnostech prohlásil za ctihodného. Dne 20. prosince 2001 byl uznán první zázrak na jeho přímluvu, potřebný pro jeho blahořečení.
Blahořečen pak byl dne 14. dubna 2002 na Svatopetrském náměstí papežem sv. Janem Pavlem II. Dne 9. května 2016 byl uznán druhý zázrak na jeho přímluvu, potřebný pro jeho svatořečení. Svatořečen pak byl spolu s několika dalšími světci dne 16. října 2016 na Svatopetrském náměstí papežem Františkem.
Jeho památka je připomínána 1. dubna. Bývá zobrazován v kněžském oděvu. Je patronem jím založené kongregace.